# 우주선 에너지 질량 측정 실험

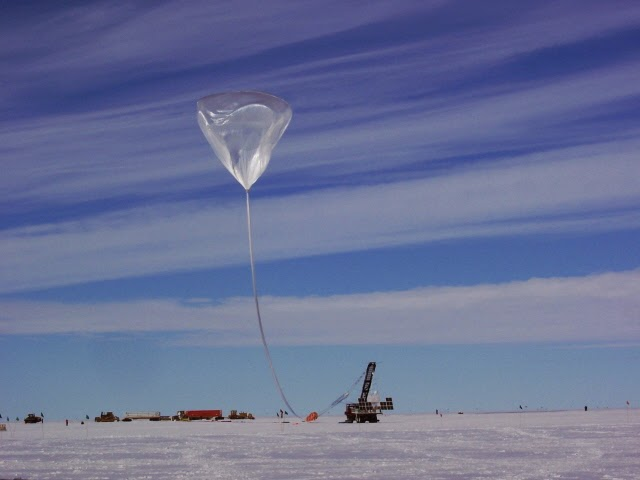
남극을 비행하는 CREAM III

우주선 에너지 질량 측정 실험(Cosmic Ray Energetics and Mass experiment, "크림" CREAM)은 우주선 스펙트럼에서 흔히 "무릎 변곡점"(knee prospect)으로 불리는 1015 eV 이상의 영역을 측정하는 프로젝트이다.
우주선 스펙트럼의 무릎 변곡점은 페르미 가속에서 초신성 폭발에 의한 입자 가속의 이론상 가능한 최대 에너지와 같다. 크림 프로젝트는 최소 고도 ~34 km(110,000 ft) 이상의 대기에 전하 감지기와 방사선 감지기를 탑재한 기구를 띄워 우주선을 측정하고 있다. 기구는 남극의 맥머도 기지에서 띄워 올려 60일에서 100일간 데이터를 수집한 후 회수된다.

## 배경
우주선은 우주 공간에서 지구로 쏟아지는 각종 입자와 방사선의 총칭이다. 다양한 형태의 우주선이 매일 지구로 들어오고 있으며 지구 대기권과 충돌하여 2차 입자를 만들어 낸다. 측정되는 입자의 에너지는 다양하고 높은 에너지 입자일 수록 더 드물게 관측된다. 우주선의 대기권 충돌과 이에 따른 입자 생성 때문에 우주선은 종종 "자연 입자 가속기"로 불린다. 인간이 만든 "인공 입자 가속기" 가운데 가장 큰 CERN이 만들 수 있는 최대 에너지가 1013 eV 인데 비해 관측된 우주선 가운데에는 1020 eV에 달하는 것도 있어 그 에너지 크기를 가늠할 수 있게 해 준다.
우주선 스펙트럼에는 두 개의 변곡점이 있는데 1015 eV 부근의 "무릎 변곡점"과 1018 eV 부근의 "발목 변곡점"이다. 이러한 에너지 준위 변화의 원인은 아직 정확히 규명되지 않았다. 2004년 NASA는 여러 연구 기관과 공동으로 남극에 기구를 띄워 무릎 변곡점 대역의 우주선 스펙트럼을 측정하는 "크림" 프로젝트를 출범하고 메릴랜드 대학교의 서은숙을 총 책임자로 두었다.

## 측정
기구를 이용한 데이터 수집은 공기 샤워를 일으키는 원인 입자의 규명이 가능하다. 검출 가능한 최대 에너지는 비행체와 검출기의 크기에 따라 결정되기 때문에 이에 따른 실험상 제약도 존재한다. 크림 프로젝트의 기구는 무릎 변곡점인 1015 eV 구간을 측정할 수 있도록 설계되었으며 기존의 다른 어떤 기구보다 더 긴 시간인 161일 동안 비행하며 우주선을 측정할 수 있다.

## 실험 목표
- "무릎"은 초신성의 최대 입자 가속을 설명할 수 있는가?
- 우주선의 조성은 시간에 따라 변화하는가?
- 우주선 생성에는 다양한 메커니즘이 개입하는가?

## 설치

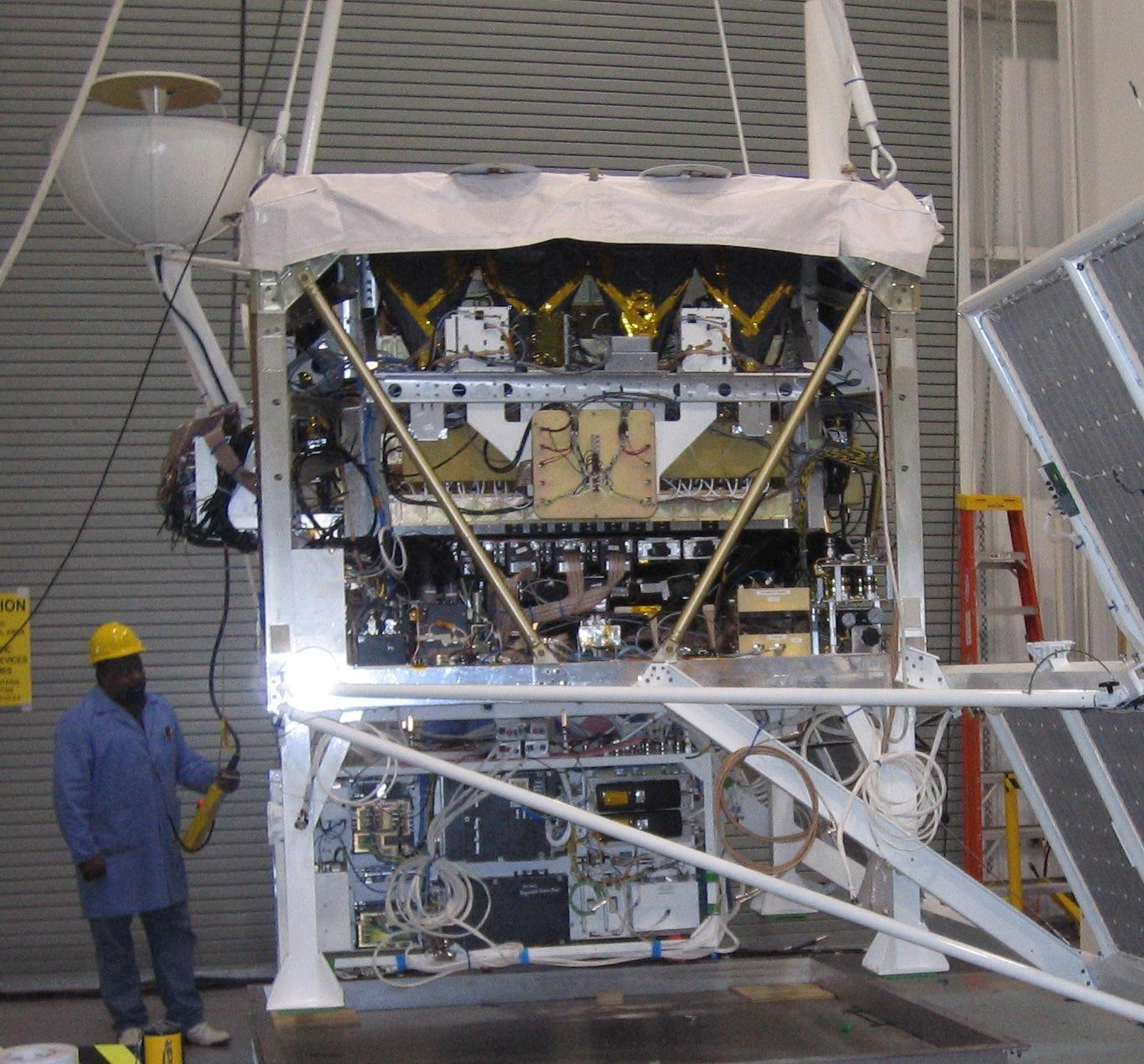
CREAM II의 측정 장비.

위와 같은 질문에 답을 구하기 위해서는 1012 내지 1015 eV 구간의 우주선 스펙트럼을 측정하고 분석하여야 한다. "크림"(CREAM)은 반도체 검출기, 시간대별 질량 측정기, 하전 입자의 진로를 측정하는 호도스코프와 같은 측정장비를 기구에 싣고 장기간 대기권 상층부를 비행하며 측정하고 데이터를 수집한다. 실험 장치의 전원은 태양전지를 통해 공급되며 정격 전원은 28 V 300 W이다.

## CREAM 기구
| 연도 | 이륙 (UTC)        | 착륙 (UTC)        | 비행      | 출처   |
| 2004 | December 16, 2004 | January 27, 2005  | CREAM I   | [ 8 ]  |
| 2005 | December 15, 2005 | January 13, 2006  | CREAM II  | [ 9 ]  |
| 2007 | December 18, 2007 | January 17, 2008  | CREAM III | [ 10 ] |
| 2008 | December 18, 2008 | January 07, 2009  | CREAM IV  | [ 11 ] |
| 2009 | December 01, 2009 | January 08, 2010  | CREAM V   | [ 12 ] |
| 2010 | December 21, 2010 | December 26, 2010 | CREAM VI  | [ 13 ] |
| 2016 | November 28, 2016 |                   | BACCUS    | [ 14 ] |
| 2017 | ISS-CREAM         | ISS-CREAM         | ISS-CREAM | [ 15 ] |

### 아이스-크림
"아이스-크림"(ISS-CREAM)은 국제우주정거장에 크림 측정 장치를 연결하는 프로젝트로 2017년 8월 14일 로켓에 실려 발사되었다. "아이스-크림"은 대기중 충돌로 2차 입자가 생성되기 이전의 우주선을 직접 검출하여 남극 상층 대기권의 검출 데이터와 비교하는 것을 목표로 한다.
2019년 2월 NASA는 아이스-크림 계획에 따라 국제우주정거장에 설치된 기구에서 10 차례의 데이터 추출에 성공하였다고 보고하였다.

## 기금
"크림"(CREAM) 프로젝트의 기금은 NASA가 충당하였다.

## 협력
현재 "크림"(CREAM)에 참여하고 있는 연구 기관은 다음과 같다.
- 메릴랜드 대학교
- 펜실베이니아 주립 대학교
- 성균관대학교
- 멕시코 국립 자치 대학교
- 프랑스 그르노블 우주 아원자 물리학 연구소
- 경북대학교
- 고더드 우주 비행 센터
- 월로프 발사장
- 노턴 켄터키 대학교

## 같이 보기
- 보이저 우주선 관측 모듈 (보이저 계획)